# Противник-ГЕ

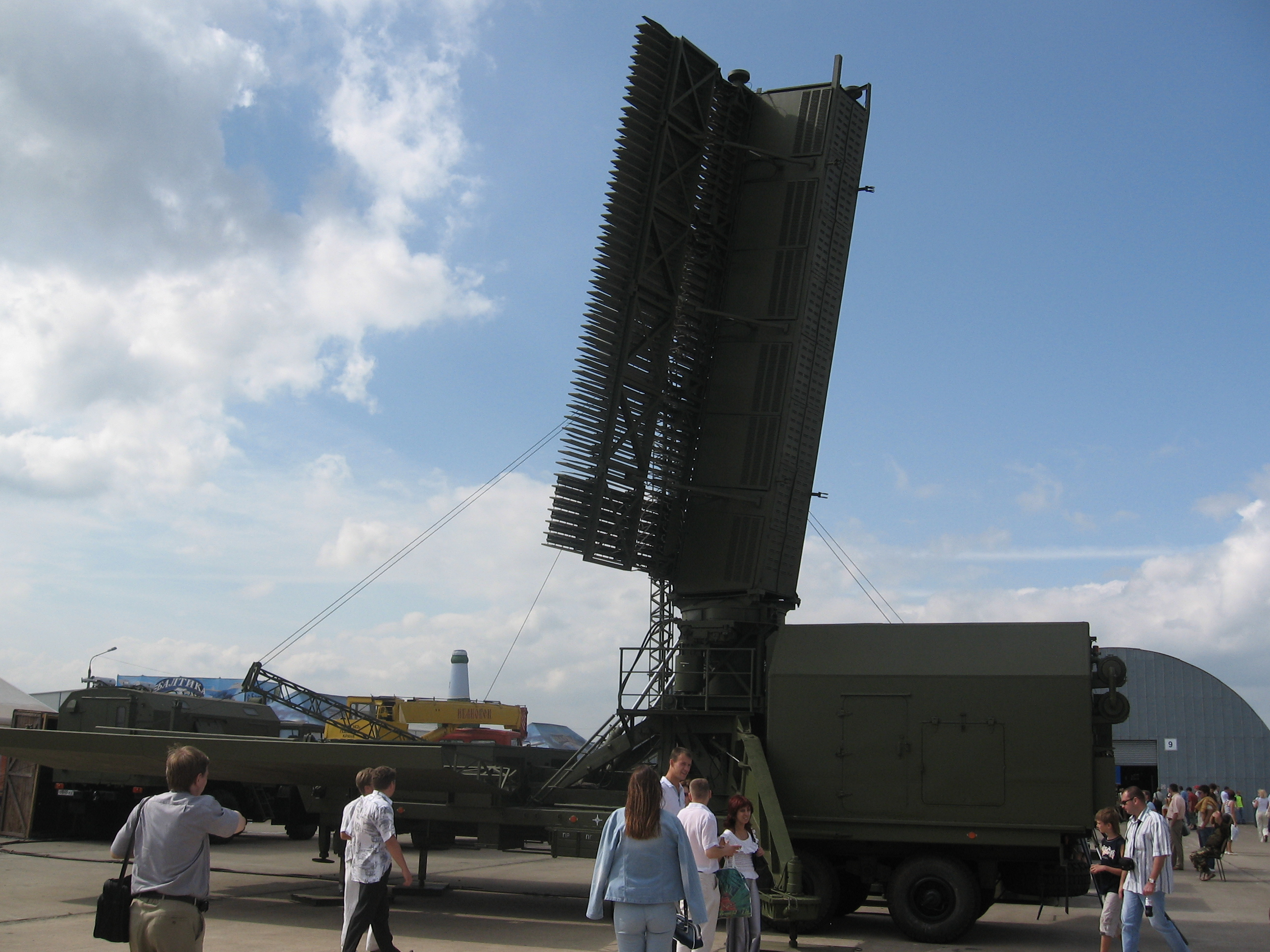
РЛС «Противник-ГЕ» на МАКС-2007

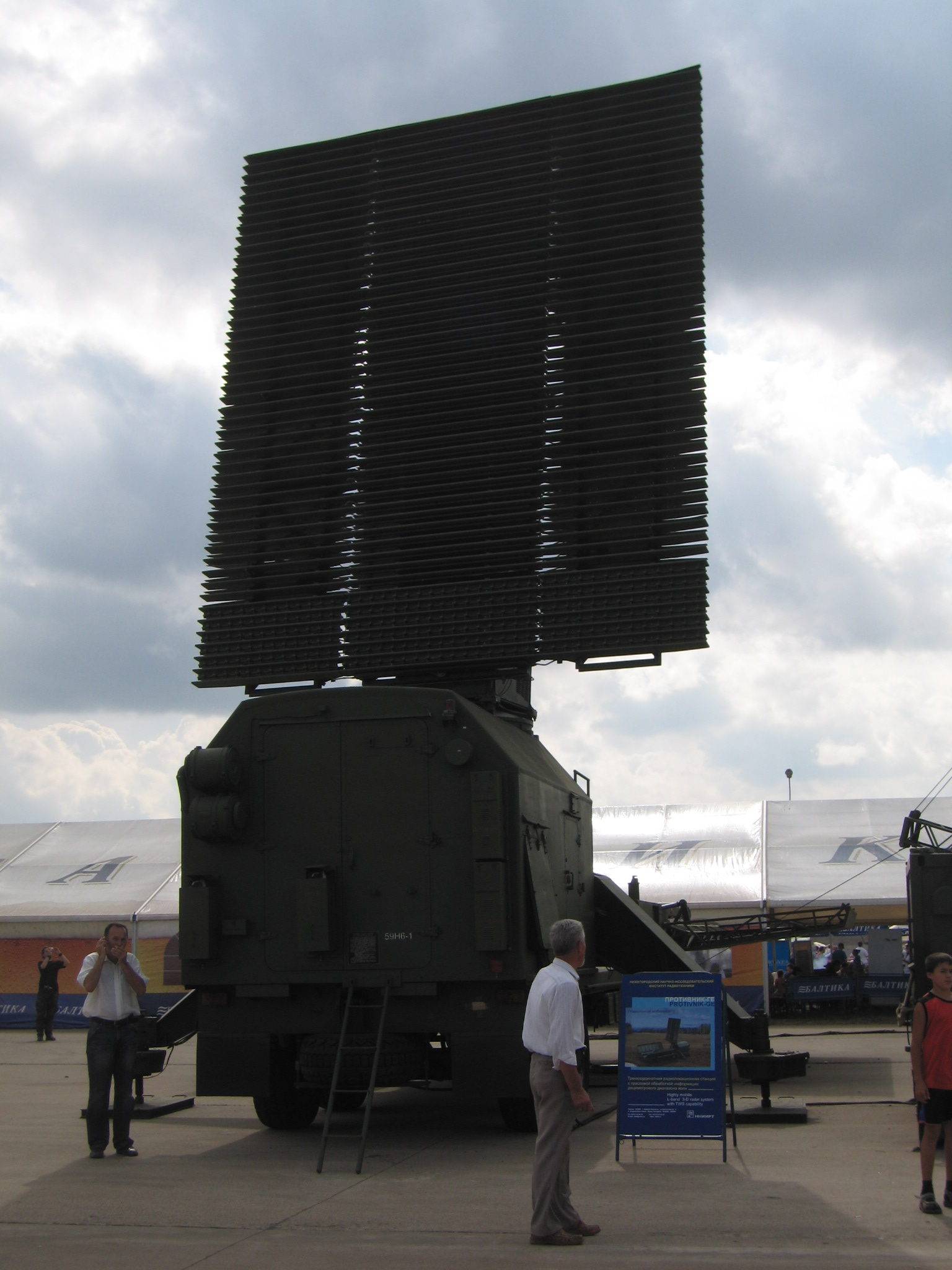

Противник-ГЕ (59H6-E) — российская мобильная трёхкоординатная радиолокационная станция дециметрового диапазона волн с ЦАР.
РЛС предназначена для контроля пространства, обнаружения, определения координат (азимут, дальность, высота), скорости и траектории полёта воздушных целей на больших дальностях и высотах с высокой разрешающей способностью в условиях интенсивного радиопротиводействия при работе в составе АСУ ПВО, сил быстрого реагирования и системе УВД.
Производитель — Нижегородский научно-исследовательский институт радиотехники.
В 2016 году РЛС поступила на вооружение в радиотехнические войска Беларуси.

## Тактико-технические характеристики
- Коэффициент подавления отражений от местных предметов: не менее 50 Дб
- Диапазон волн: L (23 см)
- Мощность:
  - Потребляемая: 100 кВт
  - Импульсная: 500 кВт
  - Средняя передатчика: 12 кВт
- Количество лучей: 21[2]
- Сопровождаемых целей: 150
- Определяемых классов целей: 8
- Антенна:
  - тип: ЦАР
  - размеры, м: 5,5 x 7
  - ширина луча
    - по азимуту: 2,8°
    - по углу места: 1,6°

  - уровень азимутальных боковых лепестков
    - в секторе ±20°: не более −40 Дб
    - дальних (средний): −53 Дб

  - Коэффициент шума: 3 Дб
- Дальность обнаружения без помех цели с ЭПР 1,5 м²:
  - 40 км- на высоте 100 м
  - 100 км на высоте 1 км
  - 240 км на высоте 5 км
  - 340 км (на высоте 12—80 км)
- Пределы высот обнаружения: до 80 км
- Пределы по скорости: 60—8000 км/ч[4]
- Максимальная ошибка определения координат:
  - По дальности: 100 м
  - По азимуту: 12 минут
  - По углу места: 10 минут
- Период:
  - Обзора пространства: 10 секунд
  - Обновления информации: 5 секунд
- Зона обзора:
  - По дальности: 10—400 км
  - По высоте: 0—200 км
  - По азимуту: 360°
  - По углу места: −2 — +60°
- Время развёртывания: 40 минут
- Расчёт (смена): 3 человека
- Наработка на отказ: 1000 часов
- Шасси — полуприцеп

## Зарубежные аналоги
- США — AN/FPS-117
- Великобритания — S 763
- Китай — YLC-2